# Edwin Hedley
Edwin P. "Ed" Hedley, född 23 juli 1864 i Philadelphia, död 22 maj 1947 i Philadelphia, var en amerikansk roddare.
Hedley blev olympisk guldmedaljör i åtta med styrman vid sommarspelen 1900 i Paris.